# Castello di Sankt Jakob am Thurn
Il castello di Sankt Jakob am Thurn (Schloss Sankt Jakob am Thurn in tedesco) si trova nella omonima frazione del comune austriaco di Puch bei Hallein nel Distretto di Hallein appartenente al Land Salisburghese e la sua storia inizia nel XII o XIII secolo.

## Storia

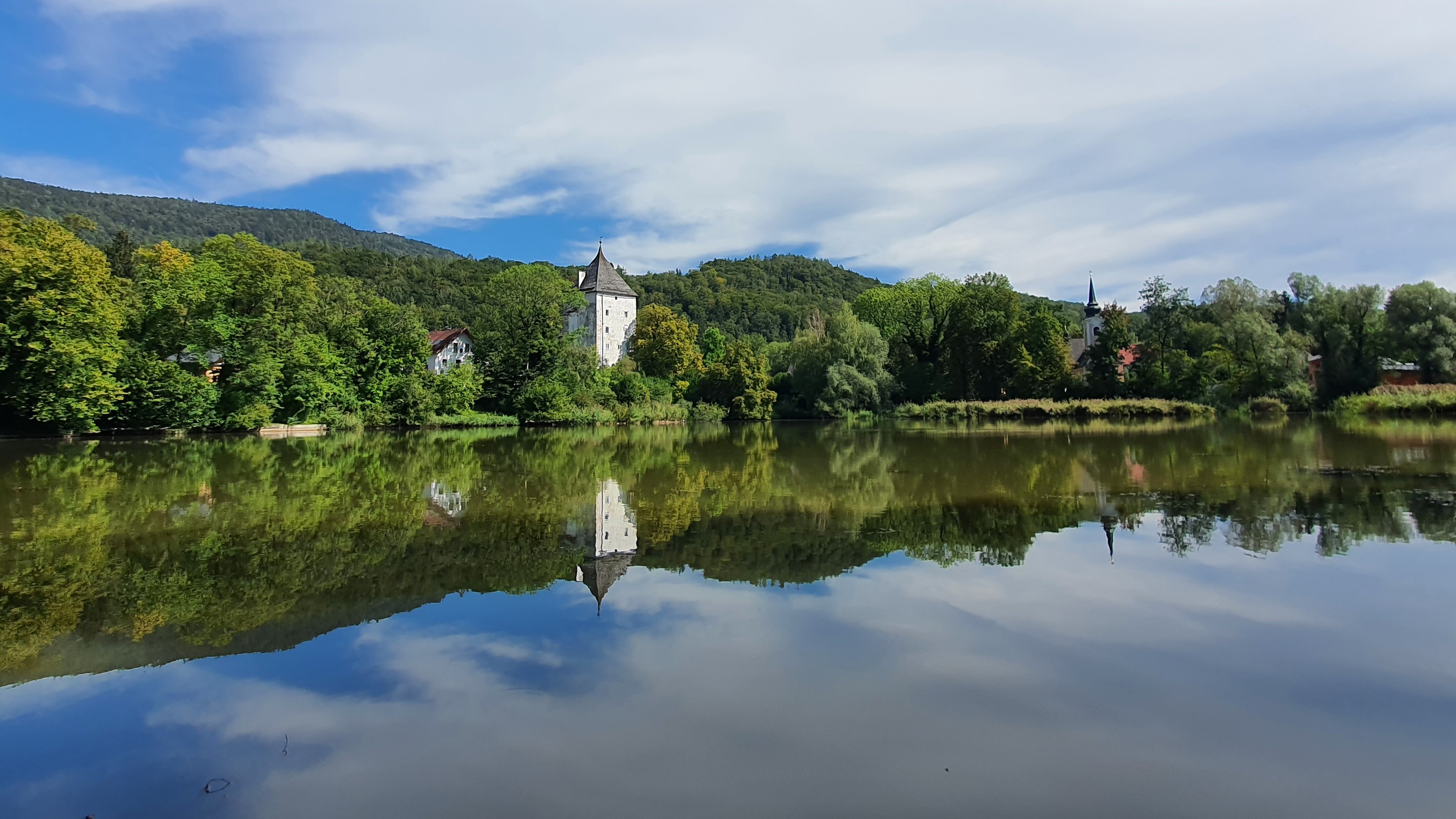
Torre del castello sulla sponda settentrionale del laghetto riserva naturale

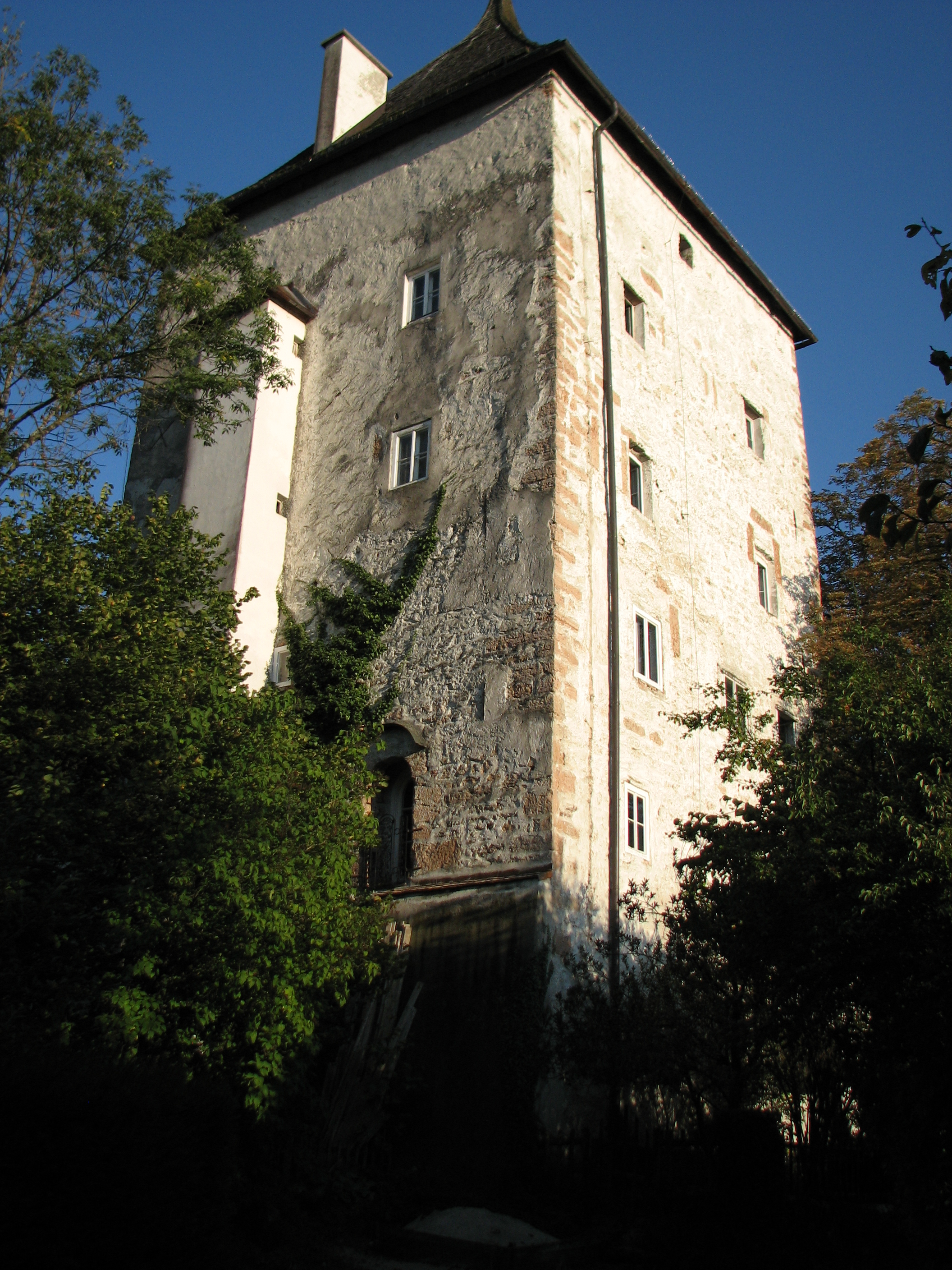
Torre vista dal basso

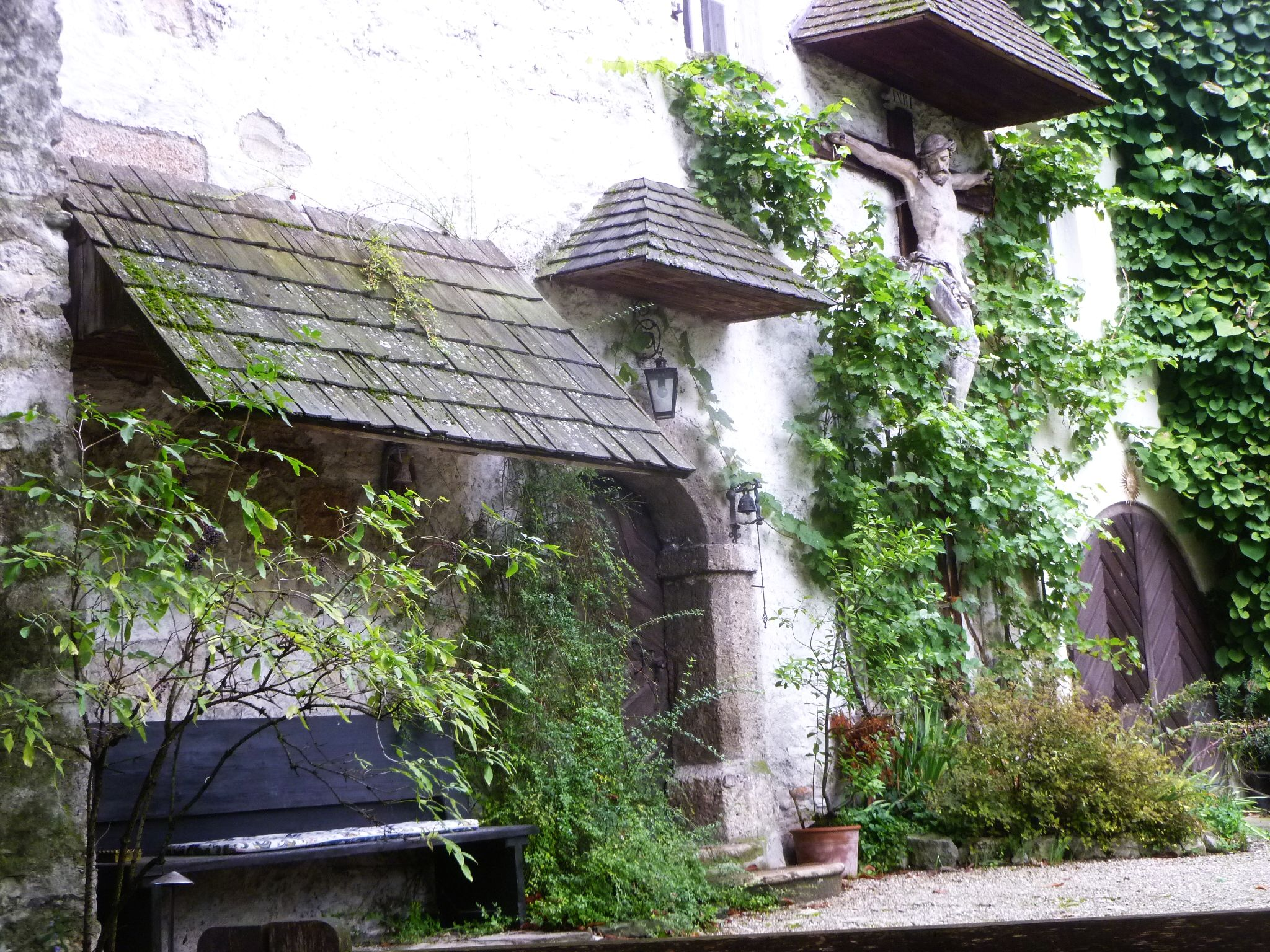
INgresso principale con, a fianco, la croce lignea con Crocifisso

La torre fortificata risale probabilmente al XII o XIII secolo, all'epoca del dominio locale da parte della famiglia dei cavalieri salisburghesi dei Signori di Thurn che ha controllato il castello sino a quando non si è estinta. Molti dei suoi membri sono sepolti nella vicina chiesa parrocchiale. La struttura viene menzionata per la prima volta su documenti risalenti al 1274. Nel 1538 Jörg Khnoll divenne assistente zum Thurn e nel 1572 quando Andree Pleialter morì ebbe l'appellativo di zum Thurn in der Hofmark. Intanto nel 1570 i signori di Thurn furono elevati al rango di baroni. Nel 1647, dopo la morte di Alexander Hieronymus Freiherr von Thurn zu Neubeuern, il feudo andò a Johann von Plaz, nel 1754 fu aperta nel castello una locanda e nel 1869 l'antico feudo cavalleresco divenne libera proprietà. Nel 1924 la tenuta ed il castello vennero venduti alla danese Charlotte von Bornemann, consorte Wurmbrand-Stuppach. Durante la seconda guerra mondiale, nel 1939, la residenza fu confiscata dalla Gestapo poi restituita ai proprietari nel 1947. Nel 1953 il castello appariva già in stato di grave degrado e l'allora proprietario Wilhelm Flatz fece iniziare lavori di restauro. La torre rimane di proprietà privata ed è abitata.

## Descrizione
La torre residenziale si trova nella omonima frazione del comune austriaco di Puch bei Hallein nel Distretto di Hallein appartenente al Land Salisburghese. È posta sulla sponda settentrionale di un laghetto considerato come riserva naturale. Il nucleo principale del complesso risale ai secoli XII e XIII, e fu trasformato in residenza nel XVI secolo. La struttura è una torre quadrata di cinque piani costruita con conci e macerie poi intonacata e dipinta di bianco. Lo spessore delle pareti è di quasi due metri nella parte bassa al piano terra e diminuisce poi leggermente andando verso l'alto. Ci sono due stanze su ogni piano. La copertura è costituita da un ripido tetto a forma piramidale rivestita in scandole di legno arricchito sulla sommità da un uccello di latta con la lancia. Le finestre sono rettangolari e senza decorazioni. L'accesso principale si trova sulla facciata sud est ed è un portale incorniciato con arco a tutto sesto sormontato anticamente da un affresco raffigurante Maria del Buon Consiglio. Di fianco a destra si conserva un grande crocifisso ligneo da muro sotto un tetto di scandole lignee risalente al XVIII secolo. Si conserva pure un secondo ingresso raggiungibile solo tramite una scala in legno facilmente demolibile e posto al primo piano sul retro dell'edificio. All'interno della torre sono ad arco solo le stanze del piano terra e le scale. Le restanti stanze hanno soffitti piatti decorati semplicemente a stucco in epoca barocca. L'edificio residenziale a due piani con tetto a due falde che si trova sul lato nord-est della torre fu aggiunto nel XVI secolo. La struttura è proprietà privata ed è possibile vederla solo dall'esterno.

### Bene architettonico tutelato
Il castello di Sankt Jakob am Thurn dal 1993 è un monumento posto sotto tutela col numero 4983 da parte della Repubblica austriaca.